# Główny Zarząd Wywiadowczy

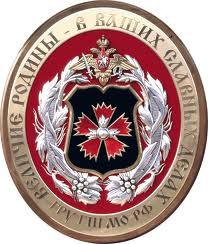
Oznaka GRU z dewizą (Величие Родины – в Ваших славных делах)

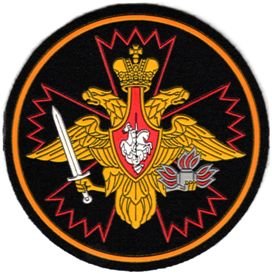
Oznaka Specnazu GRU

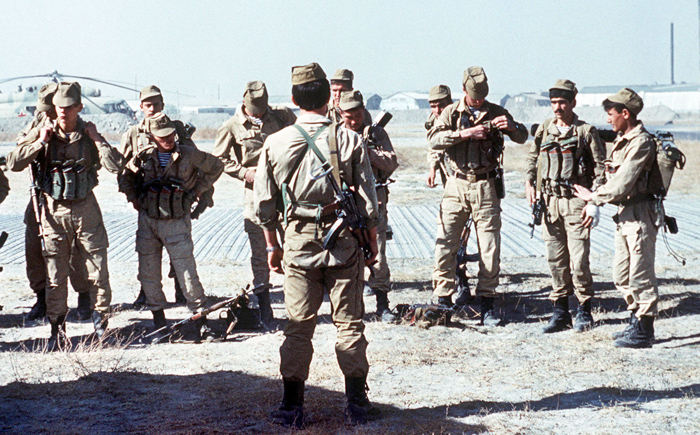
Żołnierze radzieckiego Specnazu GRU (OKSWA)

Główny Zarząd Wywiadowczy (ros. Главное разведывательное управление Генерального штаба Вооружённых сил Российской Федерации, Gławnoje Razwiedywatielnoje Uprawlenije, w skrócie GRU) (pol. GRU GSz WS FR – Główny Zarząd Wywiadowczy Sztabu Generalnego Sił Zbrojnych Federacji Rosyjskiej) – instytucja wywiadu wojskowego kolejno Rosji Radzieckiej, ZSRR, a następnie od 1991 – Federacji Rosyjskiej, w ramach reform Sztabu Generalnego przekształcona w 2004 w Główny Zarząd Sztabu Generalnego Sił Zbrojnych Federacji Rosyjskiej.
5 listopada 2018 r., w 100 rocznicę powołania pierwszej struktury radzieckiego wywiadu wojskowego, Prezydent FR W. Putin składając życzenia na stulecie instytucji, wyraził prośbę o przywrócenie wywiadowczej nazwy GRU.
GRU dysponował żołnierzami wywiadu wojskowego, w tym nielegalnymi i dyplomatami oraz ok. 25 tys. żołnierzy różnych jednostek, w tym ok. 10–12 tys. komandosów tzw. Specnazu GRU. Attaché wojskowi w poszczególnych placówkach dyplomatycznych FR byli często oficerami GRU.

## Historia

### II wojna światowa
W lutym 1942 wywiadowi nadano status Głównego Zarządu Wywiadu (GRU).
W tym czasie obok Zarządu Wywiadowczego Sztabu Generalnego Robotniczo-Chłopskiej Armii Czerwonej działał też Główny Zarząd Wywiadowczy, bezpośrednio podległy ludowemu komisarzowi obrony. W czerwcu 1945 obie te struktury połączono w Główny Zarząd Wywiadowczy Sztabu Generalnego Armii Czerwonej.
We wrześniu 1942 dokonano podziału kompetencji pomiędzy GRU a nowo utworzoną służbę kontrwywiadu wojskowego Sztabu Generalnego Smiersz. Do zadań pierwszego należał wywiad strategiczny, który rozumiano jako wszelką działalność zagraniczną i na zapleczu frontu na terenach okupowanych przez Niemców, łącznie z werbunkiem agentury. Zarząd Wywiadu Sztabu Generalnego miał o wiele skromniejsze możliwości, koordynując aktywność oddziałów rozpoznawczych i wywiadowczych, działających na szczeblu frontów armii.
Kolejną reformę przeprowadzono w kwietniu 1943. Zarządowi Wywiadu podporządkowano cały wywiad taktyczny, łącznie z dywersją i partyzantką. GRU zajmował się odtąd wyłącznie wywiadem zagranicznym.

### Okres „zimnej wojny”
Żołnierze i agenci GRU zbierają informacje nie tylko o broni, wojsku i przemyśle zbrojeniowym, ale już od czasów ZSRR specjalnością GRU jest zdobywanie za granicą informacji dotyczących technologii, także tych niezwiązanych bezpośrednio z kwestiami militarnymi. Od lat 60. XX w. wojskowy wywiad silnie konkurował z wywiadem cywilnym Rosji/ZSRR w zdobywaniu informacji o technologii użytecznej dla uzbrojenia i jego użycia. W kręgu zainteresowań GRU są kwestie informatyczne, elektroniczne itp. Wywiadowcy tego głównego zarządu działają nie tylko w kręgach wojskowych innych państw, ale werbują cywilów i to niekoniecznie związanych z obronnością.
W 1984 r. ukazała się książka autorstwa Wiktora Suworowa, w której autor opisał wiele tajemnic radzieckiego wywiadu wojskowego.

### Po upadku ZSRR
W przeciwieństwie do służb cywilnych, wywiad wojskowy uniknął przeformowań związanych z upadkiem ZSRR. W miejsce rozwiązanego cywilnego KGB SSSR powstały FSB RF i SWR RF oraz FSO RF, a wywiad wojskowy pod prawie niezmienioną nazwą funkcjonuje do dzisiaj (Główny Zarząd Sztabu Generalnego Sił Zbrojnych Federacji Rosyjskiej). Jedyną większą nowością była zmiana siedziby, znanej jako Akwarium. W 2006 GRU przeniósł się do nowoczesnego i ogromnego kompleksu o powierzchni ponad 70 tys. m kw., niedaleko od poprzedniej lokalizacji.

#### Lata 1991–2007
We wrześniu 2000 kontrwywiad Japonii zatrzymał w Tokio japońskiego kapitana podczas kolacji z rosyjskim attaché wojskowym. Oficer japoński okazał się szpiegiem GRU. W marcu 2001 z Bułgarii wydalono 3 oficerów GRU działających pod przykrywką dyplomatów: attaché wojskowego, jego zastępcę oraz doradcę ambasady. Aresztowano współpracujących z nimi Bułgarów: byłego szefa działu analiz wojskowego wywiadu Bułgarii oraz dyrektora tajnej służby archiwalnej Ministerstwa obrony.
13 lutego 2004 w stolicy Kataru – Dosze, eksplodowała bomba podłożona w samochodzie byłego prezydenta Czeczenii Zelimchana Jandarbijewa. Emigrant polityczny zmarł w szpitalu, jego ciężko ranny syn przeżył. Na miejscu zginęli dwaj ochroniarze. Wykonawcom tej operacji – agentom GRU – nie udało się natychmiast opuścić Kataru i po 5 dniach zostali zatrzymani. Okazało się, że to dyplomaci z ambasady Rosji w Katarze (m.in. Anatolij Bałaszow, znany też jako Jabłoczkow i Wasilij Bogaczow). Po blisko roku negocjacji żołnierze GRU zostali w końcu wydani Moskwie.
Pod koniec 2004 niemiecki kontrwywiad zatrzymał konsula Rosji w Hamburgu w chwili odbioru tajnych materiałów od oficera Bundeswehry. Rosjanina interesowało uzbrojenie niemieckiego wojska, ale jego współpracownik okazał się podwójnym agentem. Już po nawiązaniu współpracy z GRU, zgłosił się do kontrwywiadu MAD, przyznał się do winy i został przewerbowany. Sprawa zakończyła się wydaleniem konsula. Natomiast w marcu 2005 Niemcy zatrzymali pracownika rosyjskiego attachatu wojskowego, który miał zwerbować oficera Bundeswehry i jego też wydalono z Niemiec.
Jesienią 2006 kontrwywiad Gruzji rozbił dużą siatkę GRU: 11 obywateli Gruzji, ale też 4 oficerów wywiadu wojskowego. W spektakularnej akcji 27 września zatrzymano wszystkich w ciągu kilku godzin w różnych punktach kraju. Dzień później Rosja odwołała swojego ambasadora w Gruzji i zaczęła ewakuację placówki. 29 września Gruzini oskarżyli czterech Rosjan o szpiegostwo i orzekli 2 miesiące tymczasowego aresztu. Gruzińska policja otoczyła dowództwo rosyjskiej armii w Tbilisi (na terytorium Gruzji istniały jeszcze rosyjskie bazy wojskowe). Z Gruzji wydalono 4 oficerów GRU, którzy zostali przekazani w ręce przedstawicieli OBWE, a następne zawiezieni do samolotu, który odleciał do Moskwy. Rosja odpowiedziała nałożeniem sankcji i blokadą komunikacyjną. Zatrzymani rosyjscy oficerowie nie przyznali się do szpiegostwa, ale ich miejscowi współpracownicy szybko przyznali się do winy i dostali wyroki wieloletniego pozbawienia wolności.

#### Od 2008 r.
W listopadzie 2008 szef GRU gen. Aleksandr Szliachturow stwierdził, że głównym obiektem działań jego ludzi pozostaje Gruzja.
W lutym 2009 Agencja Bezpieczeństwa Wewnętrznego zatrzymała Tadeusza Juchniewicza, tzw. „uśpionego agenta” GRU, którego to w grudniu 2010 Sąd Okręgowy w Warszawie w składzie orzekającym pod przewodnictwem Igora Tulei skazał na karę 3 lat pozbawienia wolności. We wrześniu 2011 Sąd Penitencjarny we Włocławku przyznał Juchniewiczowi prawo do warunkowego, przedterminowego zwolnienia po odbyciu 2/3 kary.
W 2010 r. w Syrii zaginął z-ca szefa GRU gen. Jurij Iwanow. Wiadomo, że 52-latek wcześniej odpowiadał za organizację wywiadu wojskowego na Kaukazie. To także on miał nadzorować zamachy, które GRU przeprowadzało na czeczeńskich emigrantów (m.in. na Zelimchana Jandarbijewa). Ciało martwego J. Iwanowa odnaleźli później tureccy rybacy.
Jesienią 2010, dzięki informacjom podwójnego agenta (operacja „Enwer”), kontrwywiad Gruzji doprowadził do aresztowania 13 osób: 9 obywateli Gruzji i 4 obywateli Rosji. Wśród nich był oficer łącznikowy z ramienia GRU Igor Skrylnikow, który został oskarżony z art. 311 kodeksu karnego (praca dla służby specjalnej obcego kraju) i wydany później Rosji. Również jesienią 2010 w Gruzji rozbita została inna siatka GRU, która zorganizowała serię kilkunastu niewielkich zamachów bombowych na terenie całego kraju. Szczegóły działalności sabotażystów i ich rozpracowania przez gruziński kontrwywiad są znane dzięki ujawnieniu latem 2011 przez „The Washington Times” raportów CIA dla komisji Kongresu USA.
W grudniu 2010 odbył się proces sześciu członków siatki GRU w Gruzji, odpowiedzialnej za zamach bombowy 22 września koło ambasady USA w Tbilisi. Zapadły wieloletnie wyroki więzienia. Szef siatki mjr z GRU Jewgienij Borysow (który kierował całą operacją z bazy rosyjskiej w Abchazji) i jego zastępca, także oficer GRU Muchran Cchadaja, zostali skazani zaocznie. Borysow na 30 lat pozbawienia wolności.
W nocy z 6 na 7 lipca 2011 kontrwywiad Gruzji zatrzymał trzech gruzińskich fotoreporterów pod zarzutem szpiegostwa. Irakli Gedenidze był osobistym fotografem prezydenta Saakaszwilego. Giorgi Abdaładze pracował dla MSZ Gruzji, a Zurab Kurcikidze był fotoreporterem agencji EPA i miał być liderem grupy, która przekazywała oficerom GRU zdjęcia wykonane przez Gedenidzego i Abdaładzego. Po kilku dniach wszyscy trzej wyszli na wolność w zamian za obietnicę współpracy i „ujawnienie tożsamości rosyjskich szpiegów pracujących w kraju, jak też nazwiska ich miejscowych współpracowników oraz wskazanie organizacji pod przykryciem, działających w imieniu Moskwy”.
W marcu 2015 Dmitrij Sapożnikow, urodzony w Petersburgu członek Monarchistycznej Partii Rosji, oficer Specnazu GRU i dowódca sił specjalnych samozwańczej Donieckiej Republiki Ludowej przyznał w wywiadzie dla rosyjskiej sekcji BBC, o obecności SZ Federacji Rosyjskiej na wschodzie Ukrainy.
W lutym 2022 Polska Agencja Bezpieczeństwa Wewnętrznego zatrzymała przebywającego na Podkarpaciu obywatela Hiszpanii rosyjskiego pochodzenia, który został zidentyfikowany jako agent GRU. Działania miał prowadzić korzystając ze statusu dziennikarza, dzięki któremu miał możliwość przemieszczania się po świecie, również w rejony objęte konfliktami.

## Szefowie Registrupr, Razwiedupr i GRU
|    | Imię (lata życia)                 | Początek służby  | Koniec służby     |
| -- | --------------------------------- | ---------------- | ----------------- |
| 1  | Siemion Aralow (1880–1969)        | 1918             | 1919              |
| 2  | Siergiej Gusiew (1874–1933)       | 1919             | 1919              |
| 3  | Jurij Piatakow (1890–1937)        | 1920             | 1920              |
| 4  | Woldemar Aussem (1882 – po 1936)  | 1920             | 1920              |
| 5  | Jan Lencman (1881–1939)           | 1920             | 1921              |
| 6  | Arvid Seebot (1894–1934)          | 1921             | 1924              |
| 7  | Jan Berzin (1889–1938)            | 1924             | 1935              |
| 8  | Siemion Uricki (1895–1938)        | 1935             | 1937              |
| 9  | Jan Berzin (1889–1938)            | 1937             | 1937              |
| 10 | Aleksandr Nikonow (1893–1938)     | 1937             | 1937              |
| 11 | Siemion Giendin (1902–1939)       | 1937             | 1938              |
| 12 | Aleksandr Orłow (1898–1940)       | 1938             | 1939              |
| 13 | Iwan Proskurow (1907–1941)        | 1939             | 1940              |
| 14 | Filip Golikow (1900–1980)         | 1940             | 1941              |
| 15 | Aleksiej Panfiłow (1898–1966)     | 1941             | 1942              |
| 16 | Iwan Iliczow (1905–1983)          | 1942             | 1945              |
| 17 | Fiodor F. Kuzniecow (1904–1979)   | 1945             | 1947              |
| 18 | Nikołaj Trusow (1906–1985)        | 1947             | 1949              |
| 19 | Matwiej Zacharow (1898–1972)      | 1949             | 1952              |
| 20 | Michaił Szalin (1897–1970)        | 1952             | 1956              |
| 21 | Iwan Sierow (1905–1990)           | 1958             | 1963              |
| 22 | Piotr Iwaszutin (1909–2002)       | 1963             | 1987              |
| 23 | Wladlen Michajłow (1925–2004)     | 1987             | 1991              |
| 24 | Jewgienij Timochin (1938–2006)    | 1991             | 1992              |
| 25 | Fiodor Ładygin (ur. 1937)         | 1992             | 1997              |
| 26 | Walentin Korabielnikow (ur. 1946) | 1997             | kwiecień 2009     |
| 27 | Aleksandr Szlachturow (ur. 1947)  | 14 kwietnia 2009 | 26 grudnia 2011   |
| 28 | Igor Siergun (1957–2016)          | 26 grudnia 2011  | 3 stycznia 2016   |
| 29 | Igor Korobow (1956–2018)          | styczeń 2016     | 21 listopada 2018 |
| 30 | Igor Kostiukow (ur. 1961)         | grudzień 2018    |                   |

## Struktura
- I Zarząd – Europa (z wyjątkiem Wielkiej Brytanii)
- II Zarząd – Ameryka Północna i Południowa, Wielka Brytania, Australia, Nowa Zelandia
- III Zarząd – Azja
- IV Zarząd – Afryka
- V Zarząd – zarząd wywiadu operacyjnego (ros. управление оперативной разведки)
- VI Zarząd – zarząd rozpoznania elektromagnetycznego (ros. управление радиотехнической разведки),
- VII Zarząd – NATO
- VIII Zarząd – Sabotaż (Specnaz)
- IX Zarząd – zarząd techniki wojskowej (ros. управление военных технологий)
- X Zarząd – zarząd gospodarki wojskowej (ros. управление военной экономики)
- XI Zarząd – zarząd strategicznych doktryn i uzbrojenia (ros. управление стратегических доктрин и вооружения)
- XII bis Zarząd – wojna informacyjna (ros. Информационная война)

Inne:
- Zarząd Wywiadu Kosmicznego (ros. Управление космической разведки) rozpoznanie obrazowe, rozpoznanie satelitarne
- Zarząd Kadr (ros. Управление кадров)
- Zarząd Operacyjno-Techniczny (ros. Оперативно-техническое управление)
- Zarząd Administracyjno-Techniczny (ros. Административно-техническое управление)
- Zarząd Stosunków Zewnętrznych (ros. Управление внешних отношений)
- Oddział Archiwalny (ros. Архивный отдел)
- Służba informacyjna (ros. Информационная служба)

## Reorganizacje i podległość
Radziecki (później rosyjski) wywiad wojskowy przechodził duże reorganizacje jeżeli chodzi o nazwę oraz podporządkowanie w hierarchii wojskowej, zwłaszcza w okresie II wojny światowej i latach następnych. Mimo iż potocznie nazywano GRU Gławnoje Razwiedywatielnoje Uprawlenije, nazwy tej używano dopiero od lutego 1942 roku. Radziecki wywiad wojskowy od 1941 do 1947 roku występował jako:
| ros.                                                                 | transkrypcja                                                               | skrót.     | pol.                                                             | Data funkcjonowania |
| -------------------------------------------------------------------- | -------------------------------------------------------------------------- | ---------- | ---------------------------------------------------------------- | ------------------- |
| Главное Разведывательное Управление Генерального штаба Красной Армии | Gławnoje Razwiedywatielnoje Uprawlenije Gienieralnogo sztaba Krasnoj Armii | GRU GSz KA | Główny Zarząd Wywiadowczy Sztabu Generalnego Armii Czerwonej     | II/X 1941           |
| Главное Разведывательное Управление Красной Армии                    | Gławnoje Razwiedywatielnoje Uprawlenije Krasnoj Armii                      | GRU KA     | Główny Zarząd Wywiadowczy Armii Czerwonej                        | X 1942 – 6 1945     |
| Главное Разведывательное Управление Генерального штаба Красной Армии | Gławnoje Razwiedywatielnoje Uprawlenije Gienieralnogo sztaba Krasnoj Armii | GRU GSz KA | Główny Zarząd Wywiadowczy Sztabu Generalnego Armii Czerwonej     | VI 1945-1946        |
| Главное Разведывательное Управление Генерального штаба               | Gławnoje Razwiedywatielnoje Uprawlenije Gienieralnogo sztaba               | GRU GSz    | Główny Zarząd Wywiadowczy Sztabu Generalnego (jako 2 Zarząd GSz) | 1946-1947           |
| Разведывательно-диверсионная служба                                  | Razwiedywatielno-diwiersionnaja służba                                     | RDS        | Służba Wywiadowczo-Dywersyjna                                    | IX 1947-1949        |

W okresie od IX 1947 do I 1949 GRU wchodził w skład Komitetu Informacji przy Radzie Ministrów ZSRR, w tym czasie funkcjonowała także niewielka specjalistyczna Służba Wywiadowczo-Dywersyjna Ministerstwa Sił Zbrojnych ZSRR.

## Żołnierze Razwiedupru i GRU, którzy przeszli na stronę obcych służb specjalnych
- Piotr Popow (CIA)
- Dimitrij Polakow (CIA)
- Oleg Pieńkowski (CIA, SIS)
- Władimir Rezun (Wiktor Suworow) (SIS)
- Walter Kriwicki
- Igor Guzenko (RCMP)

## Znani agenci wywiadu Razwiedupru i GRU
- Whittaker Chambers
- Artur Ritter-Jastrzębski
- Tadeusz Kobylański
- Stefan Litauer
- Mieczysław Moczar[9]
- Ward Pigman
- Adam Priess
- Richard Sorge
- Karol Świerczewski
- Leopold Trepper

## Filmy i seriale, w których głównym wątkiem było GRU
- „Akwarium, czyli samotność szpiega” (1995, premiera 1999) – miniserial TV produkcji pol.-niem-ukr., reż. Antoni Krauze
- „Polska w imperium GRU i KGB” (1997) – film dokumentalny produkcji pol., reż Jolanta Kessler